# Rybinskij rajon (Territorio di Krasnojarsk)
Il Rybinskij rajon è un rajon (distretto) del Territorio di Krasnojarsk, nella Russia siberiana centrale; il capoluogo è la città (gorod) di Zaozërnyj.